# Rainer Horbelt
Rainer Horbelt (* 26. November 1944 in Wismar; † 9. Februar 2001 in Albufeira, Portugal) war ein deutscher Schriftsteller und Regisseur. 

## Leben
Rainer Horbelt besuchte von 1955 bis 1964 ein Gymnasium in Gelsenkirchen. Anschließend studierte er Theaterwissenschaft, Germanistik und Kunstgeschichte an der Universität Köln. Er durchlief eine Ausbildung zum Schauspieler, die er 1968 mit der Bühnenreifeprüfung abschloss. Daneben schrieb er als freier Journalist Beiträge für diverse Zeitungen. Von 1968 bis 1971 studierte er an der Hochschule für Fernsehen und Film München. Anschließend war er als Lektor für die Hauptabteilung Fernsehspiel des Bayerischen Rundfunks tätig. Er führte Regie bei zahlreichen Fernsehspielen und -dokumentationen und lehrte Medienwissenschaft in München, Köln, Dortmund und Berlin. Horbelt lebte lange Zeit in Marl, später in Gelsenkirchen-Buer und zuletzt an der portugiesischen Algarve.
Rainer Horbelt war Verfasser von erzählerischen Werken, Sachbüchern, Reiseführern, Rundfunkfeatures, Hörspielen und Drehbüchern zu Fernsehspielen.
Horbelt erhielt 1973 den Förderpreis für Literatur des Landes Nordrhein-Westfalen, 1991 ein Arbeitsstipendium des Landes Nordrhein-Westfalen sowie 1993 ein Stipendium der Stiftung Preußische Seehandlung.

## Werk

### Regie (Auswahl)
- 1980 Die Judenbuche (Fernsehfilm)
- 1980/1982 Stadtgeschichten (Fernsehserie, 2 Folgen)

### Autor
- Die Zwangsjacke. Düsseldorf 1973.
- Polizei, Bundesbahn, Krankenhaus. Köln 1975.
- Schigolett. Köln [u. a.] 1977.
- Geschichten vom Herrn Hintze. Köln 1978.
- mit Sonja Spindler: Tante Linas Kriegskochbuch. Frankfurt am Main 1982.
- mit Sonja Spindler: Bürokrauts, wir kommen! Frankfurt am Main 1983.
- Das Projekt Eden oder Die große Lüge der Fernseh-Macher. Frankfurt am Main 1984.
- mit Sonja Spindler: Tante Linas Nachkriegsküche. Frankfurt am Main 1985.
- mit Sonja Spindler: Favas, Fisch und Feigenbrot. Herne 1993.
- mit Sonja Spindler: Leben an der Algarve. Lagoa 1995.
- mit Hans-Dieter Abring: Vor Ort. Herne 1995.
- Die Tote in der Zisterne. Herne 1999.
- mit Sonja Spindler: Die deutsche Küche im 20. Jahrhundert. Frankfurt am Main 2000.

### Herausgeber
- mit Sonja Spindler: Wie wir hamsterten, hungerten und überlebten. Frankfurt am Main 1983.
- „Oma erzähl mal was vom Krieg“. Reinbek bei Hamburg 1986.
- Mut zum Träumen. Frankfurt am Main 1987.
- Zwei Reisen an die Algarve. Herne 2000.
- Die Kinder von Buchenwald. Bielefeld 2005.

### Übersetzungen
- Teodomiro Neto: Café Aliança. Herne 1995.
- Len Port: Die Algarve. Lagoa 1995.
- John Russell: Golf an der goldenen Küste. Lagoa, Portugal 1994.